# مزاحم بن خاقان
مزاحم بن خاقان (عربی: مزاحم بن خاقان) فرمانروای مصر در دوران خلافت عباسی بود.